# Holton (Indiana)
Holton es un pueblo ubicado en el condado de Ripley en el estado estadounidense de Indiana. En el Censo de 2010 tenía una población de 480 habitantes y una densidad poblacional de 102,56 personas por km².

## Geografía
Holton se encuentra ubicado en las coordenadas 39°4′31″N 85°23′5″O / 39.07528, -85.38472. Según la Oficina del Censo de los Estados Unidos, Holton tiene una superficie total de 4.68 km², de la cual 4.68 km² corresponden a tierra firme y (0%) 0 km² es agua.

## Demografía
Según el censo de 2010, había 480 personas residiendo en Holton. La densidad de población era de 102,56 hab./km². De los 480 habitantes, Holton estaba compuesto por el 96.25% blancos, el 1.46% eran afroamericanos, el 0.21% eran amerindios, el 0% eran asiáticos, el 0% eran isleños del Pacífico, el 0.42% eran de otras razas y el 1.67% pertenecían a dos o más razas. Del total de la población el 0.42% eran hispanos o latinos de cualquier raza.